# Stranice (Słowenia)
Stranice – wieś w Słowenii, w gminie Zreče. 1 stycznia 2018 liczyła 208 mieszkańców.